# Girolamo da Carpi
Pour les articles homonymes, voir Carpi (homonymie).
Girolamo Sellari, dit Girolamo da Carpi (Ferrare, 1501 - 1er août 1556), est un peintre de l'école de Bologne, et un architecte italien, le fils d’un peintre-décorateur à la cour d’Este à Ferrare.

## Biographie
Fils d'un peintre médiocre, Girolamo da Carpi se forme dans l’atelier de Garofalo qui va rapidement l'initier à la peinture classique de Raphaël de Rome.
Carpi est à Rome au début des années 1520 et à Bologne en 1525. Là, il développe un style lisse, encore empreint de classicisme, énergique et coloré. Il évolue vers un style élégant plus détaché du maniérisme pour ses portraits. Cinq ans plus tard, il travaille à Ferrare tout en gardant des liens avec des clients à Bologne. À Ferrare, Carpi collabore régulièrement avec les peintres ferrarais tel Camillo Filippi pour des décorations pour la famille d’Este et leur cour, que ce soit des fresques, des décors de théâtre ou des peintures.
Le cardinale Hippolyte d'Este l’appelle à Rome en 1549 pour remettre au jour la villa d’Hadrien à Tivoli, Girolamo étudie les antiquités et dessine les jardins de certains palais. En 1550, il devient architecte du pape Jules III et supervise les aménagements du Palais du Belvédère au Vatican. Il retourne à Ferrare en 1553 où il sera chargé de rénover le château.

## Œuvres

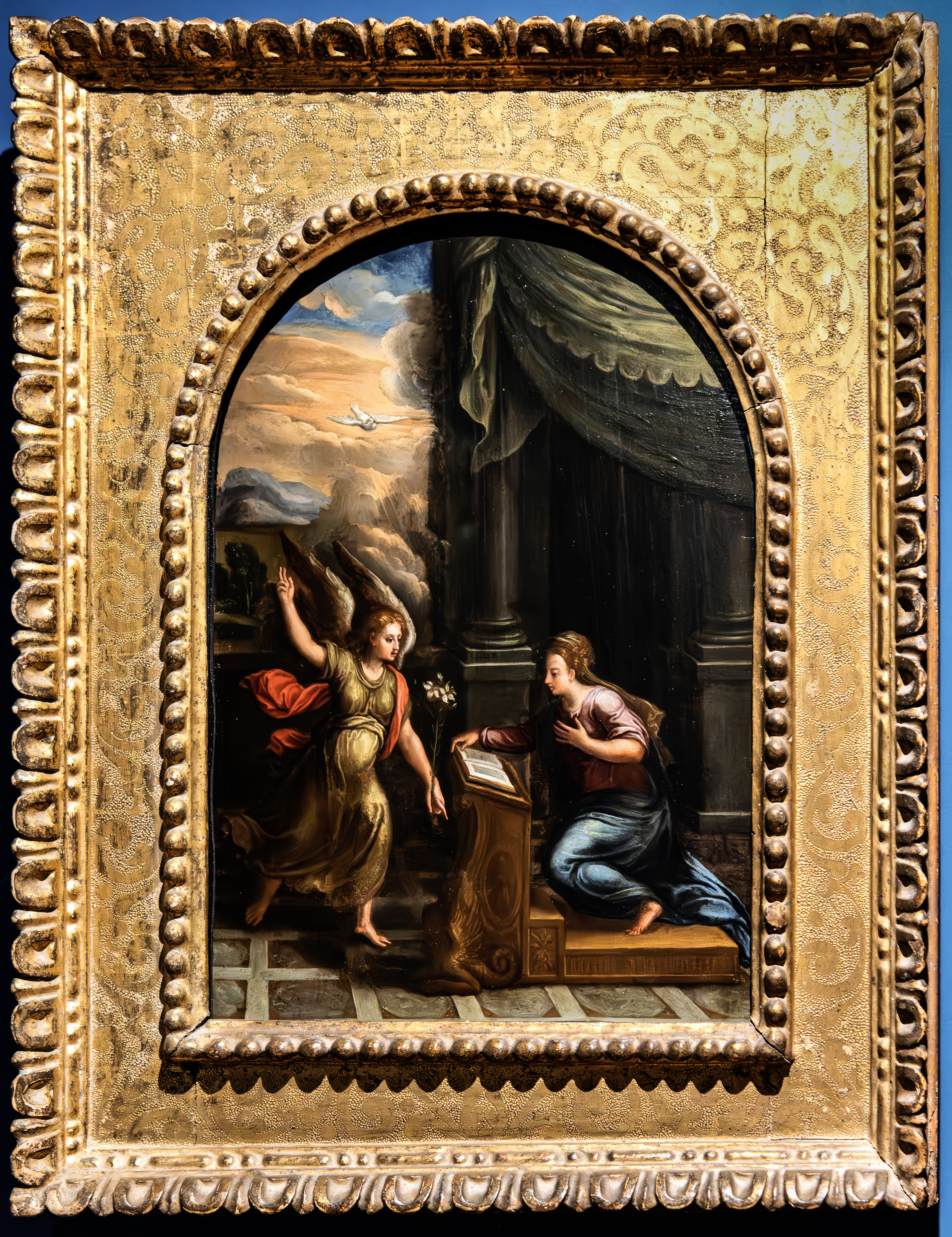
Annonciation - Pinacoteca Egidio Martini Venise

- Portrait de l'archevêque Bartolini Salimbeni (1529), huile sur bois, 90 × 73 cm, Galerie Palatine, Palais Pitti, Florence[3]
- Adoration des mages (1532), San Martino, Bologne
- Mariage mystique de sainte Catherine (1532-1534), San Salvatore, Bologne
- Pentecôte (1549-1550) , San Francesco, Rovigo
- Opportunité et Patience (1541), Gemäldegalerie, Dresde
- Patience (1541), Gemäldegalerie, Dresde